# Amy Robsart

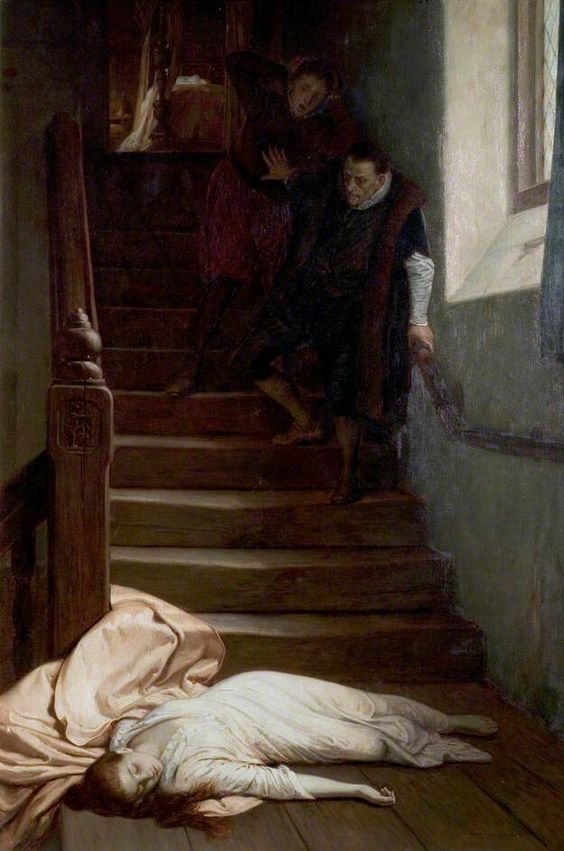
Amy Robsart, gemalt von William Frederick Yeames, 1877

Amy Robsart (* 7. Juni 1532; † 8. September 1560 in Cumnor Place, Oxfordshire, England) war die erste Ehefrau Robert Dudleys, des späteren Earl of Leicester.

## Leben
Amy Robsart war Tochter und Erbin von Sir John Robsart und Elizabeth Scott. Die Verbindung zwischen Amy und Robert Dudley wurde von den Eltern vereinbart, nachdem sich die beiden wohl 1549 kennengelernt hatten. Es wird von einer Liebesheirat ausgegangen, da Roberts Vater, der Herzog von Northumberland, anderenfalls nach einer besseren Partie gestrebt hätte. 1550 heirateten Robert und Amy in Anwesenheit König Eduard VI.; die Ehe blieb kinderlos.
Seit der Thronbesteigung Königin Elisabeths I. im November 1558 lebte Dudley meist am Hof. Dudleys Stern am Hof stieg, und er galt trotz seiner Ehe als Heiratskandidat für Elisabeth, da seine Frau „sehr krank in einer ihrer Brüste“ sei und die Königin offensichtlich ein sehr intimes Verhältnis zu ihm unterhielt: „ihn Tag und Nacht in seinem Zimmer besucht(e)“. Auch wurde bald getuschelt, Dudley habe seiner Frau Gift geschickt.

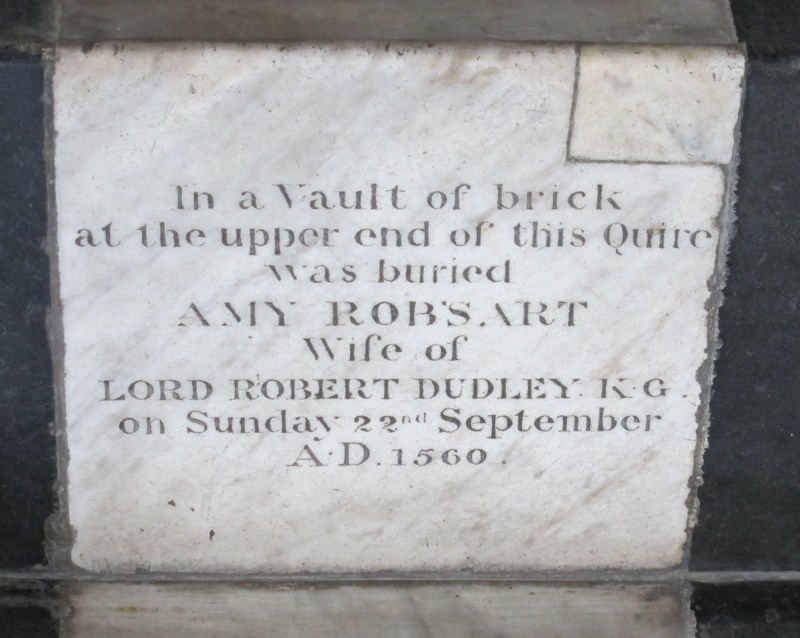
Grabplatte von Amy Robsart in der Church of St Mary the Virgin in Oxford

Amy Dudley lebte zuletzt im Landhaus Cumnor Place nahe Abingdon-on-Thames. Am 8. September 1560 wurde sie von ihren heimkehrenden Dienstboten tot am Fuße einer Steintreppe aufgefunden. Die gerichtliche Jury zur Klärung der Todesursache erkannte auf Unfall.
Amy Dudleys Todesursache ist bis heute umstritten. Im Jahr 2008 fand der Historiker Steven Gunn das gerichtliche Urteil zu ihrem Fall („Coroner’s Inquest“). Dieses Dokument erklärt ihren Genickbruch durch einen Treppensturz zur Todesursache. Außer von Genickbruch spricht das Dokument von zwei Wunden am Kopf. Sowohl Unfall wie Totschlag sind von diesem Befund her möglich. Abgesehen von einem Unfall gelten Selbstmord oder eine Krebserkrankung, die in fortgeschrittenem Stadium zu brüchigen Knochen durch metastatische Ablagerungen führen kann, als am wahrscheinlichsten.
Robert Dudley war durch weitverbreitete Gerüchte, er habe seine Frau ermorden lassen, so kompromittiert, dass für Elisabeth eine Ehe mit ihm bis auf weiteres zu riskant erschien.
Amy Robsarts Schicksal inspirierte Walter Scott zu seinem Roman Kenilworth (1821), der ein Bestseller wurde und ein romantisches wie wissenschaftliches Interesse an dem Fall weckte. Kenilworth inspirierte zahlreiche Gemälde in historisierendem Stil, Theaterstücke und Opern. In Deutschland verarbeitete Tanja Kinkel den Fall literarisch (Im Schatten der Königin, 2010).